# Пещера (ледник)
Вижте пояснителната страница за други значения на Пещера.
Пещера (на английски: Peshtera Glacier) е ледник на остров Ливингстън в Антарктика. Получава това име в чест на град Пещера през 2002 г.

## Описание
Ледник Пещера е с дължина 2 km. Разположен е на полуостров Рожен, югозападно от ледопад Руен и северно от ледник Чарити. Спуска се от Плевенска седловина между склоновете на връх Макай на югозапад и връх Тервел на изток. Оттича се в посока север-северозапад и свършва в североизточния край на Загорски бряг.

## Картографиране
Обекта е проучван за първи път през 1995/1996 г. и е картографиран през 2005 и 2009 г.

## Карти
- L.L. Ivanov et al, Antarctica: Livingston Island, South Shetland Islands (from English Strait to Morton Strait, with illustrations and ice-cover distribution), 1:100000 scale topographic map, Antarctic Place-names Commission of Bulgaria, Sofia, 2005
- Л. Иванов. Антарктика: Остров Ливингстън и острови Гринуич, Робърт, Сноу и Смит. Топографска карта в мащаб 1:120000. Троян: Фондация Манфред Вьорнер, 2009. ISBN 978-954-92032-4-0
- Л. Иванов. Карта на остров Ливингстън. В: Иванов, Л. и Н. Иванова. Антарктика: Природа, история, усвояване, географски имена и българско участие. София: Фондация Манфред Вьорнер, 2014. с. 18 – 19. ISBN 978-619-90008-1-6